# 髙橋慎之介
髙橋 慎之介（たかはし しんのすけ、1994年7月25日 - ）は、千葉県千葉市出身の元プロ野球選手（投手）。右投左打。プロでは育成選手であった。

## 経歴
高校時代は二塁手。木更津総合高等学校3年時には第94回全国高等学校野球選手権大会に出場し、初戦で敗退したものの相手の大阪桐蔭高校・藤浪晋太郎からヒットを打っている。
高校卒業後はアメリカのハーキマー・カウンティー・コミュニティー大学に入学し、二塁手兼投手として活躍した。
2014年9月、巨人の入団テストに合格し、同年の育成ドラフトで指名されて入団。
2016年10月2日、球団より戦力外通告を受けた。10月31日、自由契約公示された。

## 選手としての特徴
最速149km/hのストレートが武器。

## 詳細情報

### 年度別投手成績
- 一軍公式戦出場なし

### 背番号
- 010 （2015年 - 2016年）